# Firehouse Five Plus Two

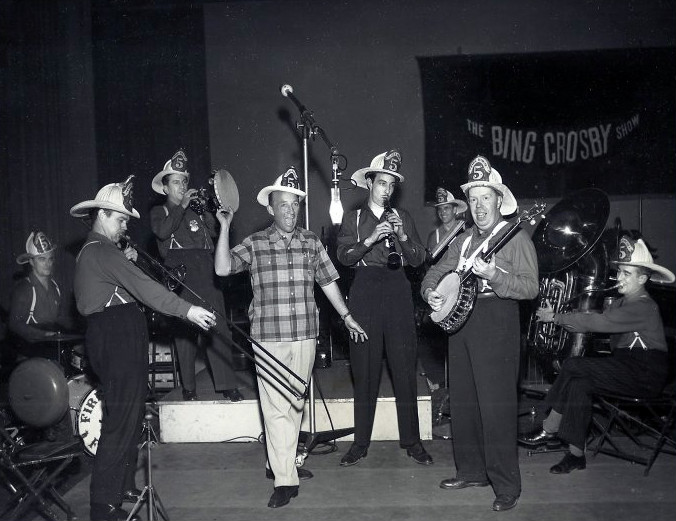
Firehouse Five Plus Two

Firehouse Five Plus Two is de naam van een dixielandorkest bestaande uit medewerkers van de Disney-studio's.
Op de in Frankrijk verschenen platen gebruikte men als bandnaam Cinq Pompiers Plus Deux. Het orkest was razend populair in de jaren vijftig van de 20e eeuw. De muziek kenmerkte zich, vooral in de beginperiode, door een wat rauwe klank, collectieve zang en veel geluidseffecten, die de orkestleden van hun werk bij Disney konden meenemen.

## Geschiedenis
Het orkest werd in 1949 opgericht en was aanvankelijk bedoeld als hobby, maar het orkest bleef tot in de jaren zestig actief. De oorspronkelijke bezetting bestond uit: Danny Alguire (kornet), Harper Goff (banjo), Ward Kimball (trombone), Clarke Mallery (klarinet), Monte Mountjoy (slagwerk), Ed Penner (tuba) en Frank Thomas (piano). 
In later jaren kwamen Disneymedewerkers als George Probert, Dick Roberts, Ralph Ball en George Bruns het orkest versterken. Het super(animatie)talent van Disney, Frank Thomas, die aan vrijwel alle grote animatiefilms van Disney uit de jaren vijftig en zestig heeft meegewerkt, is van de eerste tot de laatste dag als pianist bij het orkest gebleven.
In de latere periode van het orkest (in de jaren zestig) werd de klank een stuk opgepoetster en leek het alsof het vuur er een beetje uit was.